# 2017년 동계 아시안 게임 알파인스키
제8회 동계 아시안 게임 알파인 스키 경기는 2017년 2월 22일부터 2월 25일까지 삿포로시의 삿포로 테이네에서 진행되었다.

## 메달 집계
| 순위 | 국가     | 금메달 | 은메달 | 동메달 | 합계 |
| ---- | -------- | ------ | ------ | ------ | ---- |
| 1    | 일본     | 3      | 2      | 2      | 7    |
| 2    | 대한민국 | 1      | 2      | 2      | 5    |
| 합계 | 합계     | 4      | 4      | 4      | 12   |

## 메달리스트
| 종목               | 금                       | 은                    | 동                         |
| ------------------ | ------------------------ | --------------------- | -------------------------- |
| 남자 대회전 자세히 | 고야마 요헤이 일본 (JPN) | 김현태 대한민국 (KOR) | 나리타 히데유키 일본 (JPN) |
| 남자 회전 자세히   | 정동현 대한민국 (KOR)    | 김현태 대한민국 (KOR) | 나리타 히데유키 일본 (JPN) |
| 여자 대회전 자세히 | 하세가와 에미 일본 (JPN) | 안도 아사 일본 (JPN)  | 강영서 대한민국 (KOR)      |
| 여자 회전 자세히   | 하세가와 에미 일본 (JPN) | 안도 아사 일본 (JPN)  | 강영서 대한민국 (KOR)      |

## 참가국
20개국, 87명의 선수들이 참가하였다. 오스트레일리아는 초청국 자격으로 경기에 참여하기 때문에 입상을 하여도 메달이 주어지지 않는다. 괄호 안은 참가 선수의 숫자이다.
- 네팔 (2)
- 동티모르 (2)
- 대한민국 (10)
- 레바논 (4)
- 말레이시아 (2)
- 몽골 (4)
- 베트남 (3)
- 스리랑카 (1)
- 오스트레일리아 (2)
- 요르단 (2)
- 인도 (9)
- 이란 (4)
- 일본 (8)
- 중화인민공화국 (11)
- 중화 타이베이 (3)
- 카자흐스탄 (4)
- 키르기스스탄 (4)
- 태국 (1)
- 타지키스탄 (4)
- 파키스탄 (8)